# Моретта
Моретта (італ. Moretta, п'єм. Morëtta) — муніципалітет в Італії, у регіоні П'ємонт,  провінція Кунео.
Моретта розташована на відстані близько 520 км на північний захід від Рима, 36 км на південь від Турина, 45 км на північ від Кунео.
Населення — 4166 осіб (2014).
Щорічний фестиваль відбувається 24 червня. Покровитель — святий Іван Хреститель.

## Демографія
Населення за роками:

Станом на 1 січня 2023 року в муніципалітеті офіційно проживав 361 іноземець з 39 країн, серед них 107 громадян країн Євросоюзу та 2 громадяни України.

## Сусідні муніципалітети
- Карде
- Фауле
- Мурелло
- Полонгера
- Салуццо
- Торре-Сан-Джорджо
- Віллафранка-П'ємонте
- Вілланова-Соларо